# NHL Stadium Series 2019
Die NHL Stadium Series 2019 (aus Marketinggründen offiziell  2019 Coors Light NHL Stadium Series) war ein Freiluft-Eishockeyspiel, das am 23. Februar 2019 im Rahmen der Saison 2018/19 der National Hockey League (NHL) ausgetragen wurde. In dieser sechsten Auflage der NHL Stadium Series und dem zehnten Spiel insgesamt stehen sich die gastgebenden Philadelphia Flyers und die Pittsburgh Penguins im Lincoln Financial Field in Philadelphia, Pennsylvania gegenüber.
Die Flyers gewannen das Spiel 4-3 in Overtime.

## Hintergrund
Im Jahr 2016 trafen die Pittsburgh Penguins und die Philadelphia Flyers ein Abkommen zum Spielen einer Home-and-Home-Serie von Freiluft-Spielen. Das erste Spiel dieser Serie war die NHL Stadium Series 2017 im Heinz Field in Pittsburgh. Da die NHL normalerweise nicht erlaubt, dass ein Team in aufeinander folgenden Jahre ein Freiluftspiel bestreitet, war die nächste Möglichkeit erst im Jahr 2019. Die beiden Kontrahenten diskutierten über ein Spiel im neutral gelegenen Beaver Stadium in State College, Pennsylvania. Diese Idee wurde jedoch verworfen, da man Sorgen hatte, dass die Sanitäranlagen des Stadions im Winter einem Event nicht standhalten könnten.